# Pont de Žepi
El Pont sobre el riu Žepi està situat a Žepa, al municipi de Rogatica, Republika Srpska, Bòsnia i Hercegovina. És un pont de pedra construït en data desconeguda, si bé es considera que va ser alçat a finals del segle xvi. Fins l'any 1966 estava localitzat a la desembocadura del riu, quan es va desmuntar i reconstruir per tal de deixar lloc a una central hidroelèctrica. L'actual ubicació és a 500 m. del poble de Žepa. El pont és a la llista de monuments nacionals de Bòsnia i Hercegovina des de 2005. Va patir danys en la guerra de 1992-1995. Va inspirar el conte d'Ivo Andrić Most na Žepi, publicat el 1928.